# サミー・ゲバラ
サミー・ゲバラ（Samuel Elliot Guevara 　1993年7月28日 -）は、アメリカ合衆国の男性プロレスラー。テキサス州ヒューストン出身。AEW所属。

## タイトル歴
AEW
- AEW・TNT王座 : 3回（第6代、第8代、第10代）
- 暫定AEW・TNT王座 : 1回

ROH
- ROH世界タッグ王座 : 1回（第69代）（w / ダスティン・ローデス）